# Mary Roach
Mary Roach (Hanover, 1959) is een Amerikaans journaliste schrijfster van populaire wetenschappelijke artikels en boeken.

## Biografie
Mary Roach studeerde psychologie aan de Middletown Wesleyan University tot 1981. Daarna begon ze bij de dierentuin van San Francisco waar ze persartikels schreef. In haar vrije tijd was ze freelance actief en schreef columns en artikels.
Roach is getrouwd en woont in Oakland.

## Publicaties (selectie)
Roach schreef essays en columns voor New Scientist, Vogue, Wired, GQ, The New York Times Magazine, Discover Magazine, National Geographic, Outside Magazine, Salon.com, Reader's Digest.
Daarnaast schreef ze ook enkele boeken.
- Stiff: The Curious Lives of Human Cadavers (2003), NY Times bestseller
- Spook: Science Tackles the Afterlife (2005), NY Times bestseller
- Bonk: The Curious Coupling of Science and Sex (2008), NY Times bestseller
- Packing for Mars: The Curious Science of Life in the Void (2010), NY Times bestseller
- Gulp: Adventures on the Alimentary Canal (2013), NY Times bestseller
- My Planet: Finding Humor in the Oddest Places
- Grunt: The Curious Science of Humans at War (2016), NY Times bestseller

## Erkentelijkheden
- New York Times Bestseller (2003) voor Stiff
- Barnes & Noble "Discover Great New Writers" van Barnes & Noble (2003) voor Stiff
- Best Books of 2003 van Entertainment Weekly (2003) voor Stiff
- New York Times Bestseller (2005), voor Spook
- Editor's Choice van de New York Times Book Review (2008) voor Bonk
- boek van het jaar op "One City One Book: San Francisco Reads" (2010) voor Packing for Mars.
- New York Times Bestseller (2013) voor Gulp
- shortlist Royal Society Winton Prize for Science Books (2014) voor Gulp
- Harvard Secular Society's Rushdie Award
- American Engineering Societies Engineering Journalism Award (1995) voor 'The Bamboo Solution
- finalist van de National Magazine Award.() voor artikel "How to Win at Germ Warfare"